# 대한민국 형사소송법 제4조
대한민국 형사소송법 제4조는 토지관할에 대한 형사소송법의 조문이다.

## 조문
제4조(토지관할) ① 토지관할은 범죄지, 피고인의 주소, 거소 또는 현재지로 한다.
②국외에 있는 대한민국 선박 내에서 범한 죄에 관하여는 전항에 규정한 곳 외에 선적지 또는 범죄 후의 선착지로 한다.
③전항의 규정은 국외에 있는 대한민국 항공기 내에서 범한 죄에 관하여 준용한다.

第4條(土地管轄) ① 土地管轄은 犯罪地, 被告人의 住所, 居所 또는 現在地로 한다.
②國外에 있는 大韓民國 船舶 內에서 犯한 罪에 關하여는 前項에 規定한 곳 外에 船籍地 또는 犯罪 後의 船着地로 한다.
③前項의 規定은 國外에 있는 大韓民國 航空機 內에서 犯한 罪에 關하여 準用한다.

## 해설

### 범죄지의 의미
실행행위지, 결과발생지, 중간지, 공모지 등을 포함하나 불가벌적 사후행위지는 제외한다.

### 주소, 거소의 의미
공소제기시 기준으로 한다.

### 현재지의 의미
임의성과 적법성을 충족해야 하며 불법연행장소는 해당되지 않는다.

### 선착지의 의미
출항지나 도착예정지는 해당되지 않는다.

### 항공기의 경우
비행기의 기적지, 기착지에 대해 적용된다.

## 참고 문헌
- 손동권 신이철, 새로운 형사소송법(초판, 2013), 세창, 2013. ISBN 9788984114081

## 같이 보기
- 관할
- 토지관할